# Дулоксетин
Дулоксетин (англ. Duloxetine, лат. Duloxetinum) — синтетичний лікарський засіб, що за хімічним складом є похідним пропанаміну та належить до групи селективних інгібіторів зворотного захоплення серотоніну та норадреналіну. Дулоксетин застосовується перорально. Дулоксетин синтезований Девідом Робертсоном, Девідом Вонгом і Джозефом Крушинскі в лабораторії компанії «Eli Lilly», які подали патентну заявку на новий препарат у 1986 році, та отримали патент на нього в 1990 році. Дулоксетин схвалений для клінічного застосування в США в 2004 році.

## Фармакологічні властивості
Дулоксетин — лікарський засіб, що належить до групи селективних інгібіторів зворотного захоплення серотоніну та норадреналіну. Механізм дії препарату полягає у вибірковому інгібуванні зворотнього нейронального захоплення серотоніну та норадреналіну в синапсах центральної нервової системи, що спричинює накопичення нейромедіаторів у синаптичній щілині, та подовженню їх дії на постсинаптичні рецепторні ділянки. Це призводить до інгібування обігу серотоніну та норадреналіну в організмі, подальшим наслідком чого є купування депресивних станів. Дулоксетин лише незначно інгібує зворотнє захоплення дофаміну, та практично не впливає на адренорецептори, D2 та D1 дофамінові рецептори, гістамінові H1-рецептори, м-холінорецептори. Дулоксетин застосовується як антидепресант при різних видах депресій, у тому числі великих депресивних розладах, генералізованому тривожному розладі, депресивних розладах у похилому віці, а також для профілактики рецидивів великого депресивного розладу. Згідно даних клінічних досліджень дулоксетин має також знеболювальний ефект, що найімовірніше спричинено сповільненням передачі больових імпульсів в нервовій системі. Завдяки знеболювальному ефекту дулоксетин також застосовується для лікування хронічних больових синдромів, зокрема фіброміалгії та міофасціальних больових синдромів, а також при діабетичному нейропатичному болю.

### Фармакокінетика
Дулоксетин добре і відносно повільно всмоктується після перорального застосування, проте біодоступність препарату становить лише близько 50 % у зв'язку з ефектом першого проходження через печінку. Максимальна концентрація препарату досягається протягом 6 годин після прийому, при вживанні дулоксетину з їжею цей час збільшується до 10 годин, при цьому знижується також всмоктування препарату. Дулоксетин добре (на 90 %) зв'язується з білками плазми крові. Препарат добре проникає через гематоенцефалічний бар'єр, через плацентарний бар'єр, та виділяється в грудне молоко. Метаболізується дулоксетин у печінці з утворенням неактивних метаболітів. Виводиться препарат із організму переважно із сечею у вигляді метаболітів, частково виводиться з калом. Період напіввиведення дулоксетину становить 12 годин, цей час може збільшуватися при порушеннях функції печінки або нирок.

## Покази до застосування
Дулоксетин застосовують при великому депресивному розладі, генералізованих тривожних розладах, діабетичному нейропатичному болю.

## Побічна дія
Дулоксетин позиціонується як препарат, при застосуванні якого спостерігається невелика кількість побічних ефектів, найчастішими з яких є нудота, швидка втомлюваність, гіпергідроз, запаморочення, запор і сухість у роті. Іншими побічними явищами при застосуванні препарату є:
- Алергічні реакції — шкірний висип, свербіж шкіри, кропив'янка, набряк Квінке, синдром Стівенса-Джонсона, анафілактичний шок, еритема шкіри, фотодерматоз.
- З боку травної системи — блювання, діарея, біль у животі, гастрит або гастроентерит, гепатит, жовтяниця, печінкова недостатність, диспепсія, шлунково-кишкова кровотеча, зниження апетиту.
- З боку нервової системи — головний біль, сонливість або безсоння, тремор, порушення смаку, парестезії, агресивність, порушення концентрації уваги, сплутаність свідомості, судоми, летаргія, синдром неспокійних ніг, серотоніновий синдром, глаукома, мідріаз, нечіткість зору, втрата свідомості, гикавка.
- З боку серцево-судинної системи — тахікардія, фібриляція передсердь, ортостатична гіпотензія, артеріальна гіпертензія, суправентрикулярні аритмії, приливи холоду або жару в кінцівках.
- З боку сечостатевої системи — еректильна дисфункція, зниження лібідо, аноргазмія, порушення сечопуску, ніктурія, маткові кровотечі, порушення менструального циклу, порушення еякуляції, гіперпролактинемія, галакторея.
- Інші побічні ефекти — біль у грудній клітці, біль у м'язах, спазм м'язів, тризм, підвищення рівня холестерину в крові, гіпонатріємія, збільшення маси тіла, підвищення активності креатинфосфокінази, зниження секреції антидіуретичного гормону, підвищення рівня білірубіну в крові, підвищення активності ферментів печінки, підвищена кровоточивість, гіпотиреоз, біль у горлі.

## Протипокази
Дулоксетин протипоказаний при підвищеній чутливості до препарату, одночасному лікуванні інгібіторами моноаміноксидази, одночасному лікуванні флувоксаміном, еноксацином або ципрофлоксацином, неконтрольованій артеріальній гіпертензії, порушеннях функції печінки, нирковій недостатності, при вагітності та годуванні грудьми, особам у віці до 18 років.

## Форми випуску
Дулоксетин випускається у вигляді желатинових капсул по 0,02; 0,03 і 0,06 г.